# Упёрта
Уперта́, Уперть, Упертовка (ж.р.), Упёрт, Уперт (м.р.) — река в Тульской области, правый приток Упы.
Берёт начало у деревни Болотовка, течёт вначале на юг мимо города Богородицка, посёлка Южный, а затем на юго-запад, северо-запад и запад и впадает в Упу в её верхнем течении на 291-м км на уровне 170 м. Длина реки — 63 км, площадь бассейна — 784 км².
Берега преимущественно открытые, луговые, малонаселённые. Русло Упёрты в верховьях извилистое, берега безлесные, кустарника нет. Протекает по территории Богородицкого и Киреевского районов.

## Название
Производно от названия реки Упа́, в которую Уперта́ впадает. Название Упы балтское, от литовского upė "река".
В названии Уперты балтский гидронимический формант -rt- (он же в названии озера Тумерто на Верхнем Подвинье, в названии литовской реки Gómerta).
Подобным образом от балтского названия днепровского притока реки Вопь (от балтского ap- "река") возникло название ее притока Описны (< *Apesna), с помощью форманта -sn-.
Значение названия Уперта можно передать как "Упская", "относящаяся к Упе".

## Притоки реки (км от устья)
- 27 км: Чернявка (лв)
- 36 км: Кобылинка (пр)
- 46 км: Кузовка (лв)

## Значительные населённые пункты на берегу реки
- Богородицк
- Иевлево

## Ихтиофауна
В водах реки обитают окунь, карп, карась.